# Ehrensköld-klass
Ehrensköld-klass var en fartygsklass bestående av två fartyg tillhörande den svenska marinen, HMS Ehrensköld (11) och HMS Nordenskjöld (12). Fartygen levererades som jagare år 1927 och användes under andra världskriget för neutralitetsvakt och fartygseskortering. År 1951–1952 byggdes fartygen om till fregatter. Båda fartygen utrangerades den 1 april 1963.

## Bakgrund och tillkomst
Under första världskriget hade stormakterna börjat bygga större jagare än tidigare, upp till cirka 1 000–1 500 ton. Under 1922 erhöll Sverige från ett varv i USA ett anbud på fartyg i samma klass som de amerikanska "Ford-jagarna"(Clemson-klass?) på cirka 1 100 ton. Deras huvudbestyckning bestod av 10 cm kanoner, men då svenska marinen ville ha 12 cm kanoner blev köpet aldrig av. År 1924 beviljade riksdagen medel för byggande av två nya jagare. Dessa fick namnen Nils Ehrensköld respektive O. H. Nordenskjöld, förnamnen togs emellertid bort ett år efter dopet. Ehrensköld byggdes av Kockums i Malmö och Nordenskjöld av Götaverken i Göteborg.

## Utformning

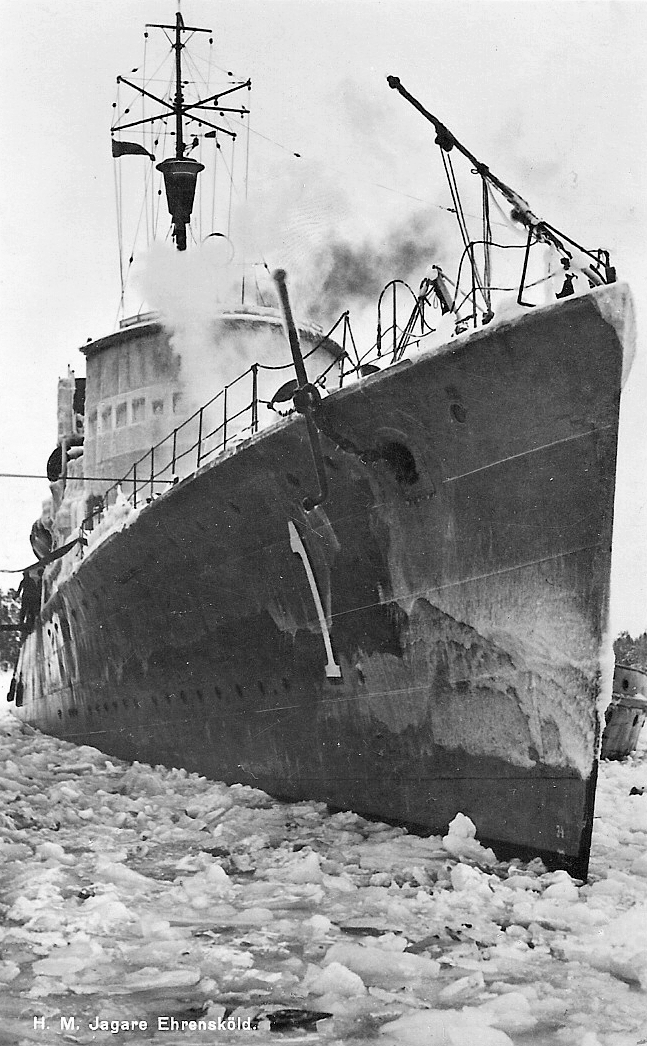
Ehrensköld i hamn en vinterdag.

### Övergripande
Ehrensköld-klassen var med sina 1 000 ton större än tidigare svenska jagarklasser. Skroven var byggda av nitat stål med fallande stäv och så kallad "kryssarakter", vilket innebar att den var rundad. Dessa skrov visade sig senare ge dålig stabilitet och fartygen rullade kraftigt i sjögång. Strax för om midskepps fanns en överbyggnad med tre våningar och i aktern fanns en överbyggnad med en våning med bland annat ingång till aktra inredningen. För att kunna gå mellan förliga och aktra inredningen var man tvungen gå över huvuddäck. Detta gällde på alla svenska jagare med undantag för Halland-klassen.

### Inredning
Överbyggnaden hade tre våningar, överst fanns en öppen brygga med navigeringsutrustning, torpedsikte samt avståndmätare. Under denna fanns en inbyggd brygga med bland annat ratten och maskintelegrafen, akter om denna låg radiohytten samt artillericentralen. I överbyggnaden fanns även sjukvårdsavdelningen och manskapsköket. Manskapets och underofficerarnas förläggning låg i förliga inredningen, manskapet sov på britsar och i hängkojer och underofficerarna i hytter. Officerarna var förlagda i enkel- och dubbelhytter i akterskeppet.

### Maskineri
Maskineriet bestod av tre Thornycroft ångpannor. Dessa var oljeeldade och behövde därför inte lika mycket utrymme för skyffling etcetera, varför de kunde göras större än på tidigare jagarklasser. Därmed räckte det med tre, mot föregångarens fyra.. De två turbinerna var av märket de Laval och var en utveckling av Wrangel-klassens turbiner. Dessa genererade 24 000 hästkrafter och drev var sin propeller. Maskineriet gav fartygen en fart av 35 knop, Nordenskjöld uppnådde vid provtur 36,9 knop. Pannorna visade sig snart inte vara helt problemfria och överhettarna togs bort efter några år.

## Bestyckning

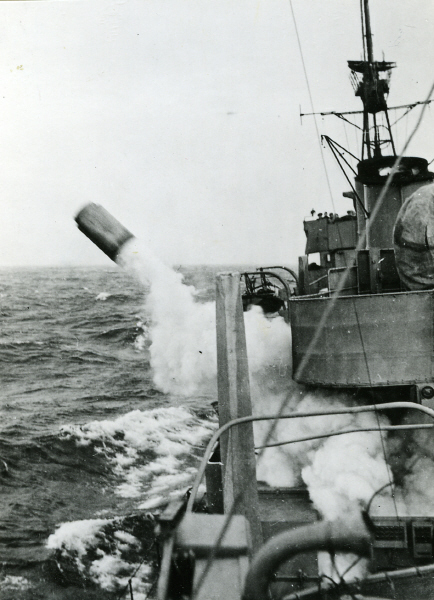
Nordenskjöld avfyrar sjunkbomb.

Fartygens huvudartilleri bestod av tre stycken 12 cm kanoner m/24. Dessa var placerade en på backdäck, en på akterdäck, och med amerikanska jagare som förebild placerades en midskepps mellan skorstenarna. Dessa kanoner kunde eleveras 45 grader och kunde därför användas som fjärrluftvärn. Närluftvärnsartilleriet bestod av två 40 mm luftvärnautomatkanoner m/22 som var placerade på en överbyggnad i aktern. På huvuddäck fanns två torpedtubsställ med vardera tre tuber för 53,3 cm torpeder för och akter om luftvärnskanonerna. På akterdäck fanns två sjunkbombsfällare m/24 och två sjunkbombskastare m/24. 20 minor kunde medföras ombord för minläggning.

## Ombyggnad till fregatter
I samband med den modernisering som gjordes på de flesta jagarklasser runt år 1950 byggdes Ehrensköld-klassen 1951–1952 om till fregatter. Den aktra och mellersta 12 cm kanonen samt torpederna togs då bort. Istället tillkom fyra 40 mm luftvärnautomatkanoner m/36, en luftvärnsautomatkanon m/48 och åtta sjunkbombsfällare med 250 sjunkbomber.

## Utrangering
Båda fartygen utrangerades den 1 april 1963 och användes därefter som målfartyg vid skjutövningar. Nordenskjöld såldes 1964 och skrotades i Göteborg, Ehrensköld såldes först 1973 och skrotades i Ystad.